# WTA Tour 2024
WTA Tour 2024 var den 54. sæson af WTA Tour, den professionelle tour for kvindelige tennisspillere, siden etableringen i 1970. Touren bestod af 50 turneringer fordelt i tre kategorier, samt den sæsonafsluttende turnering, WTA Finals, og holdturneringen United Cup for mixed hold, der afvikledes i samarbejde med ATP Tour. På grund af et sponsorat fra virksomheden Hologic blev sæsonen afviklet under navnet Hologic WTA Tour.
Siden Ruslands invasion af Ukraine i begyndelsen af 2022 havde tennissportens styrende organer, WTA, ATP, ITF og de fire grand slam-turneringer, tilladt, at spillere fra Rusland og Hviderusland fortsat kunne deltage i turneringer på ATP Tour og WTA Tour, men de kunne ikke stille op under landenes navne eller flag, og spillerne fra de to lande deltog derfor i turneringerne under neutralt flag.

## Turneringer

### Kategorier
WTA Tour 2024 bestod af 50 almindelige turneringer fordelt i tre kategorier:
- 10 turneringer i kategorien WTA 1000
- 16 turneringer i kategorien WTA 500
- 24 turneringer i kategorien WTA 250

Hertil kom den sæsonafsluttende turnering, WTA Finals, samt United Cup for mixed hold, der blev afviklet i samarbejde med ATP Tour.
Derudover indgik de fire grand slam-turneringer og Billie Jean King Cup også i tourens kalender, og resultaterne opnået i grand slam-turneringerne gav også point til WTA's verdensrangliste, selvom turneringerne ikke var WTA-turneringer.

## Kalender
| Uge | Startdato     | Værtsby          | Turnering                                     | Kategori             | Underlag      | Deltagere         | Præmiesum     | TFC          |
| --- | ------------- | ---------------- | --------------------------------------------- | -------------------- | ------------- | ----------------- | ------------- | ------------ |
| 0-1 | 29. december  | Perth, Sydney    | United Cup                                    | United Cup           | Hardcourt     | 18 hold           | $ 5.000.000   | -            |
| 1 | 31. december  | Brisbane         | Brisbane International presented by Evie      | WTA 500              | Hardcourt     | 48S / 24Q / 24D   | -             | $ 1.736.763  |
| 1 | 1. januar     | New Zealand      | ASB Classic                                   | WTA 250              | Hardcourt     | 32S / 24Q / 16D   | -             | $ 267.082    |
| 2 | 8. januar     | Adelaide         | Adelaide International                        | WTA 500              | Hardcourt     | 30S / 24Q / 16D   | -             | $ 922.573    |
| 2 | 8. januar     | Hobart           | Hobart International                          | WTA 250              | Hardcourt     | 32S / 24Q / 16D   | -             | $ 267.082    |
| 3-4 | 14. januar    | Melbourne        | Australian Open                               | Grand slam *         | Hardcourt     | 128S / 128Q / 64D | A$ 38.923.200 | -            |
| 5 | 29. januar    | Linz             | Upper Austria Ladies Linz                     | WTA 500              | Hardcourt (i) | 32S / 24Q / 16D   | -             | € 802.237    |
| 5 | 29. januar    | Hua Hin          | Thailand Open                                 | WTA 250              | Hardcourt     | 32S / 24Q / 16D   | -             | $ 267.082    |
| 6 | 6. februar    | Abu Dhabi        | Mubadala Abu Dhabi Open                       | WTA 500              | Hardcourt     | 28S / 24Q / 16D   | -             | $ 922.573    |
| 6 | 6. februar    | Cluj-Napoca      | Transylvania Open                             | WTA 250              | Hardcourt (i) | 32S / 24Q / 16D   | -             | $ 267.082    |
| 7 | 11. februar   | Doha             | Qatar TotalEnergies Open                      | WTA 1000             | Hardcourt     | 56S / 32Q / 28D   | -             | $ 3.211.715  |
| 8 | 19. februar   | Dubai            | Dubai Duty Free Tennis Chapionships           | WTA 1000             | Hardcourt     | 56S / 32Q / 28D   | -             | $ 3.211.715  |
| 9 | 26. februar   | San Diego        | San Diego Open                                | WTA 500              | Hardcourt     | 28S / 16Q / 16D   | -             | $ 922.573    |
| 9 | 26. februar   | Austin           | ATX Open                                      | WTA 250              | Hardcourt (i) | 32S / 24Q / 16D   | -             | $ 267.082    |
| 10-11 | 6. marts      | Indian Wells     | BNP Paribas Open                              | WTA 1000             | Hardcourt     | 96S / 48Q / 32D   | -             | $ 9.258.080  |
| 12-13 | 19. marts     | Miami            | Miami Open presented by Itaú                  | WTA 1000             | Hardcourt     | 96S / 48Q / 32D   | -             | $ 8.770.480  |
| 14 | 1. april      | Charleston       | Credit One Charleston Open                    | WTA 500              | Grus          | 56S / 32Q / 16D   | -             | $ 922.573    |
| 14 | 1. april      | Bogotá           | Copa Colsanitas Zurich                        | WTA 250              | Grus          | 32S / 24Q / 16D   | -             | $ 267.082    |
| 15 | 8. april      |                  | Billie Jean King Cup-kvalfikation             | Billie Jean King Cup |               | 18 hold           | -             | -            |
| 16 | 17. april     | Stuttgart        | Porsche Tennis Grand Prix                     | WTA 500              | Grus (i)      | 28S / 16Q / 16D   | -             | $ 802.237    |
| 16 | 17. april     | Rouen            | Open Capfinances Rouen Métropole              | WTA 250              | Grus (i)      | 32S / 16Q / 16D   | -             | € 232.244    |
| 17-18 | 23. april     | Madrid           | Mutua Madrid Open                             | WTA 1000             | Grus          | 96S / 48Q / 32D   | -             | € 7.679.965  |
| 19-20 | 7. maj        | Rom              | Internazionali BNL d'Italia                   | WTA 1000             | Grus          | 96S / 48Q / 32D   | -             | € 4.791.105  |
| 21 | 19. maj       | Strasbourg       | Internationaux de Strasbourg                  | WTA 500              | Grus          | 28S / 16Q / 16D   | -             | € 802.237    |
| 21 | 19. maj       | Rabat            | Grand Prix SAR La Princesse Lalla Meryem      | WTA 250              | Grus          | 32S / 16Q / 16D   | -             | $ 267.082    |
| 22-23 | 26. maj       | Paris            | Roland-Garros                                 | Grand slam *         | Grus          | 128S / 128Q / 64D | € 24.961.000  | -            |
| 24 | 10. juni      | 's-Hertogenbosch | Libéma Open                                   | WTA 250              | Græs          | 32S / 24Q / 16D   | -             | € 232.244    |
| 24 | 10. juni      | Nottingham       | Rothesay Open                                 | WTA 250              | Græs          | 32S / 24Q / 16D   | -             | $ 267.082    |
| 25 | 17. juni      | Berlin           | ecotrans Ladies Open                          | WTA 500              | Græs          | 32S / 24Q / 16D   | -             | € 802.237    |
| 25 | 17. juni      | Birmingham       | Rothesay Classic                              | WTA 250              | Græs          | 32S / 24Q / 16D   | -             | $ 267.082    |
| 26 | 23. juni      | Bad Homburg      | Bad Homburg Open powered by Solarwatt         | WTA 500              | Græs          | 32S / 24Q / 16D   | -             | € 802.237    |
| 26 | 23. juni      | Eastbourne       | Rothesay International                        | WTA 500              | Græs          | 32S / 16Q / 16D   | -             | $ 922.573    |
| 27-28 | 1. juli       | London           | Wimbledon-mesterskaberne                      | Grand slam *         | Græs          | 128S / 128Q / 64D | £ 23.232.000  | -            |
| 29 | 15. juli      | Palermo          | Palermo Ladies Open                           | WTA 250              | Grus          | 32S / 24Q / 16D   | -             | € 232.244    |
| 29 | 15. juli      | Budapest         | Hungarian Grand Prix                          | WTA 250              | Grus          | 32S / 24Q / 16D   | -             | € 232.244    |
| 30 | 21. juli      | Prag             | Livesport Prague Open                         | WTA 250              | Grus          | 32S / 24Q / 16D   | -             | $ 267.082    |
| 30 | 21. juli      | Iași             | UniCredit Iasi Open                           | WTA 250              | Grus          | 32S / 24Q / 16D   | -             | € 232.244    |
| 31 | 27. juli      | Paris            | OL **                                         | OL                   | Grus          | 64S / 32D         | -             | -            |
| 31 | 29. juli      | Washington DC    | Mubadala Citi DC Open                         | WTA 500              | Hardcourt     | 28S / 16Q / 16D   | -             | $ 922.573    |
| 32 | 6. august     | Toronto          | National Bank Open presented by Rogers        | WTA 1000             | Hardcourt     | 56S / 32Q / 28D   | -             | $ 3.211.715  |
| 33 | 13. august    | Cincinnati       | Western & Southern Open                       | WTA 1000             | Hardcourt     | 56S / 32Q / 28D   | -             | $ 3.211.715  |
| 34 | 19. august    | Monterrey        | Abierto GNP Seguros                           | WTA 500              | Hardcourt     | 32S / 24Q / 16D   | -             | $ 922.573    |
| 34 | 19. august    | Cleveland        | Tennis in the Land powered by Rocket Mortgage | WTA 250              | Hardcourt     | 32S / 16Q / 16D   | -             | $ 267.082    |
| 35-36 | 26. august    | New York City    | US Open                                       | Grand slam *         | Hardcourt     | 128S / 128Q / 64D | $ 33.977.000  | -            |
| 37 | 9. september  | Guadalajara      | Guadalajara Open Akron presented by Santander | WTA 500              | Hardcourt     | 56S / 32Q / 28D   | -             | $ 922.573    |
| 37 | 9. september  | Monastir         | Jasmin Open Tunisia                           | WTA 250              | Hardcourt     | 32S / 24Q / 16D   | -             | $ 267.082    |
| 38 | 16. september | Seoul            | Korea Open                                    | WTA 500              | Hardcourt     | 32S / 24Q / 16D   | -             | $ 922.573    |
| 38 | 16. september | Hua Hin          | Thailand Open 2                               | WTA 250              | Hardcourt     | 32S / 24Q / 16D   | -             | $ 267.082    |
| 39-40 | 25. september | Beijing          | China Open                                    | WTA 1000             | Hardcourt     | 96S / 32Q / 32D   | -             | $ 8.955.610  |
| 41 | 7. oktober    | Wuhan            | Wuhan Open                                    | WTA 1000             | Hardcourt     | 56S / 32Q / 28D   | -             | $ 3.221.715  |
| 42 | 14. oktober   | Ningbo           | Ningbo Open                                   | WTA 500              | Hardcourt     | 28S / 16Q / 16D   | -             | $ 922.573    |
| 42 | 14. oktober   | Osaka            | Kinoshita Group Japan Open                    | WTA 250              | Hardcourt     | 32S / 24Q / 16D   | -             | $ 267.080    |
| 43 | 21. oktober   | Tokyo            | Toray Pan Pacific Open                        | WTA 500              | Hardcourt     | 28S / 16Q / 16D   | -             | $ 922.573    |
| 43 | 21. oktober   | Guangzhou        | Galaxy Holding Group Guangzhou Open           | WTA 250              | Hardcourt     | 32S / 24Q / 16D   | -             | $ 267.082    |
| 44 | 28. oktober   | Jiujiang         | Jiangxi Open                                  | WTA 250              | Hardcourt     | 32S / 24Q / 16D   | -             | $ 267.082    |
| 44 | 28. oktober   | Hongkong         | Hong Kong Tennis Open                         | WTA 250              | Hardcourt     | 32S / 24Q / 16D   | -             | $ 267.082    |
| 44 | 28. oktober   | Mérida           | Mérida Open Akron                             | WTA 250              | Hardcourt     | 32S / 24Q / 16D   | -             | $ 267.082    |
| 45 | 3. november   | Riyadh           | WTA Finals                                    | WTA Finals           | Hardcourt (i) | 8S / 8D           | -             | $ 15.250.000 |
| 46 | 11. november  | Sevilla          | Billie Jean King Cup-slutrunde                | Billie Jean King Cup |               | 12 hold           | $ 9.600.000   | -            |
| Noter * Grand slam-turneringerne er ikke en del af WTA Tour, men de er en del af tourens kalender og giver point til WTA's verdensrangliste. ** Billie Jean King Cup og OL er ikke en del af WTA Tour, men turneringerne er en del af tourens kalender. (i) Indendørs |               |                  |                                               |                      |               |                   |               |              |

## Finaler

### Single
| Uge | Værtsby                  | Turnering                                     | Vinder                   | Finalist                 | Finaleres.               | 1.-præmie                | 2.-præmie                |
| Grand slam-turneringer * | Grand slam-turneringer * | Grand slam-turneringer *                      | Grand slam-turneringer * | Grand slam-turneringer * | Grand slam-turneringer * | Grand slam-turneringer * | Grand slam-turneringer * |
| --- | ------------------------ | --------------------------------------------- | ------------------------ | ------------------------ | ------------------------ | ------------------------ | ------------------------ |
| 3-4 | Melbourne                | Australian Open                               | Aryna Sabalenka          | Zheng Qinwen             | 6–3, 6–2                 | A$ 3.150.000             | A$ 1.725.000             |
| 22-23 | Paris                    | Roland-Garros                                 | Iga Świątek              | Jasmine Paolini          | 6–2, 6–1                 | € 2.400.000              | € 1.200.000              |
| 27-28 | London                   | Wimbledon-mesterskaberne                      | Barbora Krejčíková       | Jasmine Paolini          | 6–2, 2–6, 6–4            | £ 2.700.000              | £ 1.400.000              |
| 35-36 | New York City            | US Open                                       | Aryna Sabalenka          | Jessica Pegula           | 7–5, 7–5                 | $ 3.600.000              | $ 1.800.000              |
| Sæsonafsluttende turneringer |                          |                                               |                          |                          |                          |                          |                          |
| 45 | Riyadh                   | WTA Finals                                    | Coco Gauff               | Zheng Qinwen             | 3–6, 6–4, 7–6(2)         | $ 4.805.000              | $ 2.305.000              |
| WTA 1000 |                          |                                               |                          |                          |                          |                          |                          |
| 7 | Doha                     | Qatar TotalEnergies Open                      | Iga Świątek              | Jelena Rybakina          | 7–6(8), 6–2              | $ 523.485                | $ 308.320                |
| 8 | Dubai                    | Dubai Duty Free Tennis Championships          | Jasmine Paolini          | Anna Kalinskaja          | 4–6, 7–5, 7–5            | $ 523.485                | $ 308.320                |
| 10-11 | Indian Wells             | BNP Paribas Open                              | Iga Świątek              | Maria Sakkari            | 6–4, 6–0                 | $ 1.100.000              | $ 585.000                |
| 12-13 | Miami                    | Miami Open presented by Itaú                  | Danielle Collins         | Jelena Rybakina          | 7–5, 6–3                 | $ 1.100.000              | $ 585.000                |
| 17-18 | Madrid                   | Mutua Madrid Open                             | Iga Świątek              | Aryna Sabalenka          | 7–5, 4–6, 7–6(7)         | € 963.225                | € 512.260                |
| 19-20 | Rom                      | Internazionali BNL d'Italia                   | Iga Świątek              | Aryna Sabalenka          | 6–2, 6–3                 | € 699.690                | € 365.015                |
| 32 | Toronto                  | National Bank Open presented by Rogers        | Jessica Pegula           | Amanda Anisimova         | 6–3, 2–6, 6–1            | $ 523.485                | $ 308.320                |
| 33 | Cincinnati               | Western & Southern Open                       | Aryna Sabalenka          | Jessica Pegula           | 6–3, 7–5                 | $ 523.485                | $ 308.320                |
| 39-40 | Beijing                  | China Open                                    | Coco Gauff               | Karolína Muchová         | 6–1, 6–3                 | $ 1.100.000              | $ 585.000                |
| 41 | Wuhan                    | Wuhan Open                                    | Aryna Sabalenka          | Zheng Qinwen             | 6–3, 5–7, 6–3            | $ 525.115                | $ 309.280                |
| WTA 500 |                          |                                               |                          |                          |                          |                          |                          |
| 1 | Brisbane                 | Brisbane International                        | Jelena Rybakina          | Aryna Sabalenka          | 6–0, 6–3                 | $ 220.000                | $ 135.000                |
| 2 | Adelaide                 | Adelaide International                        | Jeļena Ostapenko         | Darja Kasatkina          | 6–3, 6–2                 | $ 142.000                | $ 87.655                 |
| 5 | Linz                     | Upper Austria Ladies Linz                     | Jeļena Ostapenko         | Jekaterina Aleksandrova  | 6–2, 6–3                 | € 123.480                | € 76.225                 |
| 6 | Abu Dhabi                | Mubadala Abu Dhabi Open                       | Jelena Rybakina          | Darja Kasatkina          | 6–1, 6–4                 | $ 142.000                | $ 87.665                 |
| 9 | San Diego                | San Diego Open                                | Katie Boulter            | Marta Kostjuk            | 5–7, 6–2, 6–2            | $ 142.000                | $ 87.655                 |
| 14 | Charleston               | Credit One Charleston Open                    | Danielle Collins         | Darja Kasatkina          | 6–2, 6–1                 | $ 142.000                | $ 87.665                 |
| 16 | Stuttgart                | Porsche Tennis Grand Prix                     | Jelena Rybakina          | Marta Kostjuk            | 6–2, 6–2                 | € 123.480                | € 76.225                 |
| 21 | Strasbourg               | Internationaux de Strasbourg                  | Madison Keys             | Danielle Collins         | 6–1, 6–2                 | € 123.480                | € 76.225                 |
| 25 | Berlin                   | ecotrans Ladies Open                          | Jessica Pegula           | Anna Kalinskaja          | 6–7(0), 6–4, 7–6(3)      | € 123.480                | € 76.225                 |
| 26 | Bad Homburg              | Bad Homburg Open powered by Solarwatt         | Diana Sjnajder           | Donna Vekić              | 6–3, 2–6, 6–3            | € 123.480                | € 76.225                 |
| 26 | Eastbourne               | Rothesay International                        | Darja Kasatkina          | Leylah Fernandez         | 6–3, 6–4                 | $ 142.000                | $ 87.655                 |
| 31 | Washington DC            | Mubadala Citi DC Open                         | Paula Badosa             | Marie Bouzková           | 6–1, 4–6, 6–4            | $ 142.000                | $ 87.655                 |
| 34 | Monterrey                | Abierto GNP Seguros                           | Linda Nosková            | Lulu Sun                 | 7–6(6), 6–4              | $ 142.000                | $ 87.655                 |
| 37 | Guadalajara              | Guadalajara Open Akron presented by Santander | Magdalena Fręch          | Olivia Gadecki           | 7–6(5), 6–4              | $ 142.000                | $ 87.655                 |
| 38 | Seoul                    | Korea Open                                    | Beatriz Haddad Maia      | Darja Kasatkina          | 1–6, 6–4, 6–1            | $ 142.000                | $ 87.655                 |
| 42 | Ningbo                   | Ningbo Open                                   | Darja Kasatkina          | Mirra Andrejeva          | 6–0, 4–6, 6–4            | $ 142.000                | $ 87.655                 |
| 43 | Tokyo                    | Toray Pan Pacific Open                        | Zheng Qinwen             | Sofia Kenin              | 7–6(5), 6–3              | $ 142.000                | $ 87.655                 |
| WTA 250 |                          |                                               |                          |                          |                          |                          |                          |
| 1 | Auckland                 | ASB Classic                                   | Coco Gauff               | Elina Svitolina          | 6–7(4), 6–3, 6–3         | $ 35.250                 | $ 20.830                 |
| 2 | Hobart                   | Hobart International                          | Emma Navarro             | Elise Mertens            | 6–1, 4–6, 7–5            | $ 35.250                 | $ 20.830                 |
| 5 | Hua Hin                  | Thailand Open                                 | Diana Sjnajder           | Zhu Lin                  | 6–3, 2–6, 6–1            | $ 36.250                 | $ 20.830                 |
| 6 | Cluj-Napoca              | Transylvania Open                             | Karolína Plíšková        | Ana Bogdan               | 6–4, 6–3                 | $ 35.250                 | $ 20.830                 |
| 9 | Austin                   | ATX Open                                      | Yuan Yue                 | Wang Xiyu                | 6–4, 7–6(4)              | $ 35.250                 | $ 20.830                 |
| 14 | Bogotá                   | Copa Colsanitas Zurich                        | Camila Osorio            | Marie Bouzková           | 6–3, 7–6(5)              | $ 35.250                 | $ 20.830                 |
| 16 | Rouen                    | Open Capfinances Rouen Métropole              | Sloane Stephens          | Magda Linette            | 6–1, 2–6, 6–2            | € 30.650                 | € 18.110                 |
| 21 | Rabat                    | Grand Prix SAR La Princesse Lalla Meryem      | Peyton Stearns           | Mayar Sherif             | 6–2, 6–1                 | $ 35.250                 | $ 20.830                 |
| 24 | 's-Hertogenbosch         | Libéma Open                                   | Ljudmila Samsonova       | Bianca Andreescu         | 4–6, 6–3, 7–5            | € 30.650                 | € 18.110                 |
| 24 | Nottingham               | Rothesay Open                                 | Katie Boulter            | Karolína Plíšková        | 4–6, 6–3, 6–1            | $ 35.250                 | $ 20.830                 |
| 25 | Birmingham               | Rothesay Classic                              | Julija Putintseva        | Ajla Tomljanovic         | 6–1, 7–6(8)              | $ 35.250                 | $ 20.830                 |
| 29 | Palermo                  | Palermo Ladies Open                           | Zheng Qinwen             | Karolína Muchová         | 6–4, 4–6, 6–2            | € 30.650                 | € 18.110                 |
| 29 | Budapest                 | Hungarian Grand Prix                          | Diana Sjnajder           | Aljaksandra Sasnovitj    | 6–4, 6–4                 | € 30.650                 | € 18.110                 |
| 30 | Prag                     | Livesport Prague Open                         | Magda Linette            | Magdalena Fręch          | 6–2, 6–1                 | $ 35.250                 | $ 20.830                 |
| 30 | Iași                     | UniCredit Iasi Open                           | Mirra Andrejeva          | Elina Avanesjan          | 5–7, 7–5, 4–0 opg.       | € 30.650                 | € 18.110                 |
| 34 | Cleveland                | Tennis in the Land powered by Rocket Mortgage | McCartney Kessler        | Beatriz Haddad Maia      | 1–6, 6–1, 7–5            | $ 35.250                 | $ 20.830                 |
| 37 | Monastir                 | Jasmin Open Tunisia                           | Sonay Kartal             | Rebecca Šramková         | 6–3, 7–5                 | $ 35.250                 | $ 20.830                 |
| 38 | Hua Hin                  | Thailand Open 2                               | Rebecca Šramková         | Laura Siegemund          | 6–4, 6–4                 | $ 35.250                 | $ 20.830                 |
| 42 | Osaka                    | Kinoshita Group Japan Open                    | Suzan Lamens             | Kimberly Birrell         | 6–0, 6–4                 | $ 35.250                 | $ 20.830                 |
| 43 | Guangzhou                | Galaxy Holding Group Guangzhou Open           | Olga Danilović           | Caroline Dolehide        | 6–3, 6–1                 | $ 35.250                 | $ 20.830                 |
| 44 | Hongkong                 | Hong Kong Tennis Open                         | Diana Sjnajder           | Katie Boulter            | 6–1, 6–2                 | $ 35.250                 | $ 20.830                 |
| 44 | Mérida                   | Mérida Open Akron                             | Zeynep Sönmez            | Ann Li                   | 6–2, 6–1                 | $ 35.250                 | $ 20.830                 |
| 44 | Jiujiang                 | Jiangxi Open                                  | Viktorija Golubic        | Rebecca Šramková         | 6–3, 7–5                 | $ 35.250                 | $ 20.830                 |
| Noter * Grand slam-turneringerne er ikke en del af WTA Tour, men de er en del af tourens kalender og giver point til WTA's verdensrangliste. |                          |                                               |                          |                          |                          |                          |                          |

### Double
| Uge | Værtsby                  | Turnering                                     | Vinder                                      | Finalist                                  | Finaleres.               | 1.-præmie                | 2.-præmie                |
| Grand slam-turneringer * | Grand slam-turneringer * | Grand slam-turneringer *                      | Grand slam-turneringer *                    | Grand slam-turneringer *                  | Grand slam-turneringer * | Grand slam-turneringer * | Grand slam-turneringer * |
| --- | ------------------------ | --------------------------------------------- | ------------------------------------------- | ----------------------------------------- | ------------------------ | ------------------------ | ------------------------ |
| 3-4 | Melbourne                | Australian Open                               | Hsieh Su-Wei Elise Mertens                  | Ljudmyla Kitjenok · Jeļena Ostapenko      | 6–1, 7–5                 | A$ 730.000               | A$ 400.000               |
| 22-23 | Paris                    | Roland-Garros                                 | Coco Gauff Kateřina Siniaková               | Sara Errani Jasmine Paolini               | 7–6(5), 6–3              | € 590.000                | € 295.000                |
| 27-28 | London                   | Wimbledon-mesterskaberne                      | Kateřina Siniaková Taylor Townsend          | Gabriela Dabrowski Erin Routliffe         | 7–6(5), 7–6(1)           | £ 650.000                | £ 330.000                |
| 35-36 | New York City            | US Open                                       | Ljudmyla Kitjenok Jeļena Ostapenko          | Kristina Mladenovic Zhang Shuai           | 6–4, 6–3                 | $ 750.000                | $ 375.000                |
| Sæsonafsluttende turneringer |                          |                                               |                                             |                                           |                          |                          |                          |
| 45 | Riyadh                   | WTA Finals                                    | Gabriela Dabrowski Erin Routliffe           | Kateřina Siniaková Taylor Townsend        | 7–5, 6–3                 | $ 1.125.000              | $ 605.000                |
| WTA 1000 |                          |                                               |                                             |                                           |                          |                          |                          |
| 7 | Doha                     | Qatar TotalEnergies Open                      | Demi Schuurs Luisa Stefani                  | Caroline Dolehide Desirae Krawczyk        | 6–4, 6–2                 | $ 154.160                | $ 86.710                 |
| 8 | Dubai                    | Dubai Duty Free Tennis Championships          | Storm Hunter Kateřina Siniaková             | Nicole Melichar-Martinez Ellen Perez      | 6–4, 6–2                 | $ 154.160                | $ 86.710                 |
| 10-11 | Indian Wells             | BNP Paribas Open                              | Hsieh Su-Wei Elise Mertens                  | Storm Hunter Kateřina Siniaková           | 6–3, 6–4                 | $ 447.300                | $ 236.800                |
| 12-13 | Miami                    | Miami Open presented by Itaú                  | Sofia Kenin Bethanie Mattek-Sands           | Gabriela Dabrowski Erin Routliffe         | 4–6, 7–6(5), [11–9]      | $ 447.300                | $ 236.800                |
| 17-18 | Madrid                   | Mutua Madrid Open                             | Cristina Bucșa Sara Sorribes Tormo          | Barbora Krejčíková Laura Siegemund        | 6–0, 6–2                 | € 391.680                | € 207.360                |
| 19-20 | Rom                      | Internazionali BNL d'Italia                   | Sara Errani Jasmine Paolini                 | Coco Gauff Erin Routliffe                 | 6–3, 4–6, [10–8]         | € 244.310                | € 129.320                |
| 32 | Toronto                  | National Bank Open presented by Rogers        | Caroline Dolehide Desirae Krawczyk          | Gabriela Dabrowski Erin Routliffe         | 7–6(2), 3–6, [10–7]      | $ 154.160                | $ 86.710                 |
| 33 | Cincinnati               | Western & Southern Open                       | Asia Muhammad Erin Routliffe                | Leylah Fernandez Julija Putintseva        | 3–6, 6–1, [10–4]         | $ 154.160                | $ 86.710                 |
| 39-40 | Beijing                  | China Open                                    | Sara Errani Jasmine Paolini                 | Chan Hao-Ching Veronika Kudermetova       | 6–4, 6–4                 | $ 447.300                | $ 236.800                |
| 41 | Wuhan                    | Wuhan Open                                    | Anna Danilina Irina Khromatjeva             | Asia Muhammad Jessica Pegula              | 6–3, 7–6(6)              | $ 154.640                | $ 86.980                 |
| WTA 500 |                          |                                               |                                             |                                           |                          |                          |                          |
| 1 | Brisbane                 | Brisbane International                        | Ljudmyla Kitjenok Jeļena Ostapenko          | Greet Minnen Heather Watson               | 7–5, 6–2                 | $ 73.000                 | $ 45.039                 |
| 2 | Adelaide                 | Adelaide International                        | Beatriz Haddad Maia Taylor Townsend         | Caroline Garcia Kristina Mladenovic       | 7–5, 6–3                 | $ 47.390                 | $ 28.720                 |
| 5 | Linz                     | Upper Austria Ladies Linz                     | Sara Errani Jasmine Paolini                 | Nicole Melichar-Martinez Ellen Perez      | 7–5, 4–6, [10–7]         | € 41.210                 | € 24.970                 |
| 6 | Abu Dhabi                | Mubadala Abu Dhabi Open                       | Sofia Kenin Bethanie Mattek-Sands           | Linda Nosková Heather Watson              | 6–4, 7–6(4)              | $ 47.390                 | $ 28.720                 |
| 9 | San Diego                | San Diego Open                                | Nicole Melichar-Martinez Ellen Perez        | Desirae Krawczyk Jessica Pegula           | 6–1, 6–2                 | $ 47.390                 | $ 28.720                 |
| 14 | Charleston               | Credit One Charleston Open                    | Ashlyn Krueger Sloane Stephens              | Ljudmyla Kitjenok Nadija Kitjenok         | 1–6, 6–3, [10–7]         | $ 47.390                 | $ 28.720                 |
| 16 | Stuttgart                | Porsche Tennis Grand Prix                     | Chan Hao-Ching Veronika Kudermetova         | Ulrikke Eikeri Ingrid Neel                | 4–6, 6–3, [10–2]         | € 41.210                 | € 24.970                 |
| 21 | Strasbourg               | Internationaux de Strasbourg                  | Cristina Bucșa Monica Niculescu             | Asia Muhammad Aldila Sutjiadi             | 3–6, 6–4, [10–6]         | € 41.210                 | € 24.970                 |
| 25 | Berlin                   | ecotrans Ladies Open                          | Wang Xinyu Zheng Saisai                     | Chan Hao-Ching Veronika Kudermetova       | 6–2, 7–5                 | € 41.210                 | € 24.970                 |
| 26 | Bad Homburg              | Bad Homburg Open powered by Solarwatt         | Nicole Melichar-Martinez Ellen Perez        | Chan Hao-Ching Veronika Kudermetova       | 4–6, 6–3, [10–8]         | € 41.210                 | € 24.970                 |
| 26 | Eastbourne               | Rothesay International                        | Ljudmyla Kitjenok Jeļena Ostapenko          | Gabriela Dabrowski Erin Routliffe         | 5–7, 7–6(2), [10–8]      | $ 47.390                 | $ 28.720                 |
| 31 | Washington DC            | Mubadala Citi DC Open                         | Asia Muhammad Taylor Townsend               | Jiang Xinyu Wu Fang-Hsien                 | 7–6(0), 6–3              | $ 47.390                 | $ 28.720                 |
| 34 | Monterrey                | Abierto GNP Seguros                           | Guo Hanyu Monica Niculescu                  | Giuliana Olmos Aleksandra Panova          | 3–6, 6–3, [10–4]         | $ 47.390                 | $ 28.720                 |
| 37 | Guadalajara              | Guadalajara Open Akron presented by Santander | Anna Danilina Irina Khromatjeva             | Oksana Kalasjnikova Kamilla Rakhimova     | 2–6, 7–5, [10–7]         | $ 47.390                 | $ 28.720                 |
| 38 | Seoul                    | Korea Open                                    | Nicole Melichar-Martinez Ljudmila Samsonova | Miyu Kato Zhang Shuai                     | 6–1, 6–0                 | $ 47.390                 | $ 28.720                 |
| 42 | Ningbo                   | Ningbo Open                                   | Demi Schuurs Yuan Yue                       | Nicole Melichar-Martinez Ellen Perez      | 6–3, 6–3                 | $ 47.390                 | $ 28.720                 |
| 43 | Tokyo                    | Toray Pan Pacific Open                        | Shuko Aoyama Eri Hozumi                     | Ena Shibahara Laura Siegemund             | 6–4, 7–6(3)              | $ 47.390                 | $ 28.720                 |
| WTA 250 |                          |                                               |                                             |                                           |                          |                          |                          |
| 1 | Auckland                 | ASB Classic                                   | Anna Danilina Viktória Hrunčáková           | Marie Bouzková Bethanie Mattek-Sands      | 6–3, 6–7(5), [10–8]      | $ 12.820                 | $ 7.210                  |
| 2 | Hobart                   | Hobart International                          | Chan Hao-Ching Giuliana Olmos               | Guo Hanyu Jiang Xinyu                     | 6–3, 6–3                 | $ 12.820                 | $ 7.210                  |
| 5 | Hua Hin                  | Thailand Open                                 | Miyu Kato Aldila Sutjiadi                   | Guo Hanyu Jiang Xinyu                     | 6–4, 1–6, [10–7]         | $ 12.820                 | $ 7.210                  |
| 6 | Cluj-Napoca              | Transylvania Open                             | Caty McNally Asia Muhammad                  | Harriet Dart Tereza Mihalíková            | 6–3, 6–4                 | $ 12.820                 | $ 7.210                  |
| 9 | Austin                   | ATX Open                                      | Olivia Gadecki Olivia Nicholls              | Katarzyna Kawa Bibiane Schoofs            | 6–2, 6–4                 | $ 12.820                 | $ 7.210                  |
| 14 | Bogotá                   | Copa Colsanitas Zurich                        | Cristina Bucșa Kamilla Rakhimova            | Anna Bondár Irina Khromatjeva             | 7–6(5), 3–6, [10–8]      | $ 12.820                 | $ 7.210                  |
| 16 | Rouen                    | Open Capfinances Rouen Métropole              | Tímea Babos Irina Khromatjeva               | Naiktha Bains Maia Lumsden                | 6–3, 6–4                 | € 11.150                 | € 6.270                  |
| 21 | Rabat                    | Grand Prix SAR La Princesse Lalla Meryem      | Irina Khromatjeva Jana Sizikova             | Anna Danilina Xu Yifan                    | 6–3, 6–2                 | $ 12.820                 | $ 7.210                  |
| 24 | 's-Hertogenbosch         | Libéma Open                                   | Ingrid Neel Bibiane Schoofs                 | Tereza Mihalíková Olivia Nicholls         | 7–6(6), 6–3              | € 11.150                 | € 6.270                  |
| 24 | Nottingham               | Rothesay Open                                 | Gabriela Dabrowski Erin Routliffe           | Harriet Dart Diane Parry                  | 5–7, 6–3, [11–9]         | $ 12.820                 | $ 7.210                  |
| 25 | Birmingham               | Rothesay Classic                              | Hsieh Su-Wei Elise Mertens                  | Miyu Kato Zhang Shuai                     | 6–1, 6–3                 | $ 12.820                 | $ 7.210                  |
| 29 | Palermo                  | Palermo Ladies Open                           | Aleksandra Panova Jana Sizikova             | Yvonne Cavallé Reimers Aurora Zantedeschi | 4–6, 6–3, [10–5]         | € 11.150                 | € 6.270                  |
| 29 | Budapest                 | Hungarian Grand Prix                          | Katarzyna Piter Fanny Stollár               | Anna Danilina Irina Khromatjeva           | 6–3, 3–6, [10–3]         | € 11.150                 | € 6.270                  |
| 30 | Prag                     | Livesport Prague Open                         | Barbora Krejčíková Kateřina Siniaková       | Bethanie Mattek-Sands Lucie Šafářová      | 6–3, 6–3                 | $ 12.820                 | $ 7.210                  |
| 30 | Iași                     | UniCredit Iasi Open                           | Anna Danilina Irina Khromatjeva             | Aleksandra Panova Jana Sizikova           | 6–4, 6–2                 | € 11.150                 | € 6.270                  |
| 34 | Cleveland                | Tennis in the Land powered by Rocket Mortgage | Cristina Bucșa Xu Yifan                     | Shuko Aoyama Eri Hozumi                   | 3–6, 6–3, [10–6]         | $ 12.820                 | $ 7.210                  |
| 37 | Monastir                 | Jasmin Open Tunisia                           | Anna Blinkova Mayar Sherif                  | Alina Kornejeva Anastasija Zakharova      | 2–6, 6–1, [10–8]         | $ 12.820                 | $ 7.210                  |
| 38 | Hua Hin                  | Thailand Open 2                               | Anna Danilina Irina Khromatjeva             | Eudice Chong Moyuka Uchijima              | 6–4, 7–5                 | $ 12.820                 | $ 7.210                  |
| 42 | Osaka                    | Kinoshita Group Japan Open                    | Ena Shibahara Laura Siegemund               | Cristina Bucșa Monica Niculescu           | 3–6, 6–2, [10–2]         | $ 12.820                 | $ 7.210                  |
| 43 | Guangzhou                | Galaxy Holding Group Guangzhou Open           | Kateřina Siniaková Zhang Shuai              | Katarzyna Piter Fanny Stollár             | 6–4, 6–1                 | $ 12.820                 | $ 7.210                  |
| 44 | Hongkong                 | Hong Kong Tennis Open                         | Ulrikke Eikeri Makoto Ninomiya              | Shuko Aoyama Eri Hozumi                   | 6–4, 4–6, [11–9]         | $ 12.820                 | $ 7.210                  |
| 44 | Mérida                   | Mérida Open Akron                             | Quinn Gleason Ingrid Martins                | Magali Kempen Lara Salden                 | 6–4, 6–4                 | $ 12.820                 | $ 7.210                  |
| 44 | Jiujiang                 | Jiangxi Open                                  | Guo Hanyu Moyuka Uchijima                   | Katarzyna Piter Fanny Stollár             | 7–6(5), 7–5              | $ 12.820                 | $ 7.210                  |
| Noter * Grand slam-turneringerne er ikke en del af WTA Tour, men de er en del af tourens kalender og giver point til WTA's verdensrangliste. |                          |                                               |                                             |                                           |                          |                          |                          |

## Titler
Tekst mangler, hjælp os med at skrive teksten

## Verdensranglisten

### Ranglistepoint
Turneringerne var inddelt i følgende turneringskategorier med angivelse af de tilhørende ranglistepoint, spillerne opnår afhængig af deres resultater.

#### Single
| Kategori | Antal turn. | Ranglistepoint  | Ranglistepoint | Ranglistepoint | Ranglistepoint | Ranglistepoint                                     | Ranglistepoint                                     | Ranglistepoint                                     | Ranglistepoint                                     | Ranglistepoint                                     | Ranglistepoint                                     | Ranglistepoint                                     | Ranglistepoint                                     | Ranglistepoint                                     |
| Kategori | Antal turn. | Delt.           | V              | F              | 1/2            | 1/4                                                | 1/8                                                | 1/16                                               | 1/32                                               | 1/64                                               | Q                                                  | Q3                                                 | Q2                                                 | Q1                                                 |
| --- | ----------- | --------------- | -------------- | -------------- | -------------- | -------------------------------------------------- | -------------------------------------------------- | -------------------------------------------------- | -------------------------------------------------- | -------------------------------------------------- | -------------------------------------------------- | -------------------------------------------------- | -------------------------------------------------- | -------------------------------------------------- |
| Grand slam * | 4           | 128S / 128Q     | 2000           | 1300           | 780            | 430                                                | 240                                                | 130                                                | 70                                                 | 10                                                 | 40                                                 | 30                                                 | 20                                                 | 2                                                  |
| WTA Finals | 1           | 8S              | G+750          | G+330          | G+0            | Gruppespil: 250 pr. vundet kamp, 125 pr. tabt kamp | Gruppespil: 250 pr. vundet kamp, 125 pr. tabt kamp | Gruppespil: 250 pr. vundet kamp, 125 pr. tabt kamp | Gruppespil: 250 pr. vundet kamp, 125 pr. tabt kamp | Gruppespil: 250 pr. vundet kamp, 125 pr. tabt kamp | Gruppespil: 250 pr. vundet kamp, 125 pr. tabt kamp | Gruppespil: 250 pr. vundet kamp, 125 pr. tabt kamp | Gruppespil: 250 pr. vundet kamp, 125 pr. tabt kamp | Gruppespil: 250 pr. vundet kamp, 125 pr. tabt kamp |
| WTA 1000 | 10          | 96S / 48Q       | 1000           | 650            | 390            | 215                                                | 120                                                | 65                                                 | 35                                                 | 10                                                 | 30                                                 | -                                                  | 20                                                 | 2                                                  |
| WTA 1000 | 10          | 56S / 32Q       | 1000           | 650            | 390            | 215                                                | 120                                                | 65                                                 | 10                                                 | -                                                  | 30                                                 | -                                                  | 20                                                 | 2                                                  |
| WTA 500 | 16          | 48S / 24Q       | 500            | 325            | 195            | 108                                                | 60                                                 | 32                                                 | 1                                                  | -                                                  | 25                                                 | -                                                  | 13                                                 | 1                                                  |
| WTA 500 | 16          | 28-30S / 16-24Q | 500            | 325            | 195            | 108                                                | 60                                                 | 1                                                  | -                                                  | -                                                  | 25                                                 | -                                                  | 13                                                 | 1                                                  |
| WTA 250 | 24          | 32S / 16-24Q    | 250            | 163            | 98             | 54                                                 | 30                                                 | 1                                                  | -                                                  | -                                                  | 18                                                 | -                                                  | 12                                                 | 1                                                  |
| United Cup | 1           |                 | Maks. 500      | Maks. 500      | Maks. 500      | Maks. 500                                          | Maks. 500                                          | Maks. 500                                          | Maks. 500                                          | Maks. 500                                          | Maks. 500                                          | Maks. 500                                          | Maks. 500                                          | Maks. 500                                          |
| Note * Grand slam-turneringerne er ikke en del af WTA Tour, men de er en del af tourens kalender og giver point til WTA's verdensrangliste. |             |                 |                |                |                |                                                    |                                                    |                                                    |                                                    |                                                    |                                                    |                                                    |                                                    |                                                    |

#### Double
| Grand slam * | 4  | 64D    | 2000  | 1300  | 780 | 430                                                | 240                                                | 130                                                | 10                                                 |
| WTA Finals | 1  | 8D     | G+750 | G+330 | G+0 | Gruppespil: 250 pr. vundet kamp, 125 pr. tabt kamp | Gruppespil: 250 pr. vundet kamp, 125 pr. tabt kamp | Gruppespil: 250 pr. vundet kamp, 125 pr. tabt kamp | Gruppespil: 250 pr. vundet kamp, 125 pr. tabt kamp |
| WTA 1000 | 10 | 28-32D | 1000  | 650   | 390 | 215                                                | 120                                                | 10                                                 | -                                                  |
| WTA 500 | 16 | 24D    | 500   | 325   | 195 | 108                                                | 60                                                 | 1                                                  | -                                                  |
| WTA 500 | 16 | 16D    | 500   | 325   | 195 | 108                                                | 1                                                  | -                                                  | -                                                  |
| WTA 250 | 24 | 16D    | 250   | 163   | 98  | 54                                                 | 1                                                  | -                                                  | -                                                  |
| Note * Grand slam-turneringerne er ikke en del af WTA Tour, * men de er en del af tourens kalender og giver point til WTA's verdensrangliste. |    |        |       |       |     |                                                    |                                                    |                                                    |                                                    |

### Single
WTA's verdensrangliste pr. 10. november 2024 gjaldt som rangeringen ved sæsonens afslutning.
| Placering              | Placering | Placering | Spiller                   | Point | Turn. | WTA-titler                                     |
| 2024                   | 2023      | Ændring   | Spiller                   | Point | Turn. | WTA-titler                                     |
| ---------------------- | --------- | --------- | ------------------------- | ----- | ----- | ---------------------------------------------- |
| 1                      | 2         | 1         | Aryna Sabalenka           | 9416  | 21    | Australian Open, US Open, Cincinnati, Wuhan    |
| 2                      | 1         | 1         | Iga Świątek               | 8370  | 21    | Roland-Garros, Doha, Indian Wells, Madrid, Rom |
| 3                      | 3         | 0         | Coco Gauff                | 6530  | 22    | WTA Finals, Beijing, Auckland                  |
| 4                      | 30        | 26        | Jasmine Paolini           | 5344  | 20    | Dubai                                          |
| 5                      | 15        | 10        | Zheng Qinwen              | 5340  | 21    | Tokyo, Palermo                                 |
| 6                      | 4         | 2         | Jelena Rybakina           | 5171  | 20    | Brisbane, Abu Dhabi, Stuttgart                 |
| 7                      | 5         | 2         | Jessica Pegula            | 4705  | 19    | Toronto, Berlin                                |
| 8                      | 38        | 30        | Emma Navarro              | 3589  | 26    | Hobart                                         |
| 9                      | 18        | 9         | Darja Kasatkina           | 3368  | 24    | Eastbourne, Ningbo                             |
| 10                     | 10        | 0         | Barbora Krejčíková        | 3214  | 17    | Wimbledon                                      |
| 11                     | 55        | 44        | Danielle Collins          | 3178  | 19    | Miami, Charleston                              |
| 12                     | 66        | 54        | Paula Badosa              | 2908  | 20    | Washington                                     |
| 13                     | 60        | 47        | Diana Sjnajder            | 2895  | 29    | Bad Homburg, Hua Hin 1, Budapest, Hongkong     |
| 14                     | 77        | 63        | Anna Kalinskaja           | 2743  | 20    |                                                |
| 15                     | 13        | 2         | Jeļena Ostapenko          | 2588  | 21    | Adelaide, Linz                                 |
| 16                     | 46        | 30        | Mirra Andrejeva           | 2578  | 17    | Iași                                           |
| 17                     | 11        | 6         | Beatriz Haddad Maia       | 2554  | 26    | Seoul                                          |
| 18                     | 39        | 21        | Marta Kostjuk             | 2493  | 21    |                                                |
| 19                     | 23        | 4         | Donna Vekić               | 2258  | 21    |                                                |
| 20                     | 22        | 2         | Viktorija Azarenka        | 2127  | 17    |                                                |
| 21                     | 12        | 9         | Madison Keys              | 2126  | 16    | Strasbourg                                     |
| 22                     | 8         | 14        | Karolína Muchová          | 1971  | 12    |                                                |
| 23                     | 25        | 2         | Elina Svitolina           | 1942  | 23    |                                                |
| 24                     | 58        | 34        | Katie Boulter             | 1931  | 29    | San Diego, Nottingham                          |
| 25                     | 63        | 38        | Magdalena Fręch           | 1928  | 24    | Guadalajara                                    |
| 26                     | 41        | 15        | Linda Nosková             | 1913  | 18    | Monterrey                                      |
| 27                     | 16        | 11        | Ljudmila Samsonova        | 1885  | 24    | 's-Hertogenbosch                               |
| 28                     | 21        | 7         | Jekaterina Aleksandrova   | 1848  | 25    |                                                |
| 29                     | 69        | 40        | Julija Putintseva         | 1844  | 22    | Birmingham                                     |
| 30                     | 59        | 29        | Anastasija Pavljutjenkova | 1807  | 20    |                                                |
| 31                     | 35        | 4         | Leylah Fernandez          | 1755  | 23    |                                                |
| 32                     | 9         | 23        | Maria Sakkari             | 1743  | 17    |                                                |
| 33                     | 106       | 73        | Dajana Jastremska         | 1612  | 22    |                                                |
| 34                     | 29        | 5         | Elise Mertens             | 1554  | 25    |                                                |
| 35                     | 28        | 7         | Anastasija Potapova       | 1482  | 22    |                                                |
| 36                     | 359       | 323       | Amanda Anisimova          | 1461  | 15    |                                                |
| 37                     | 32        | 5         | Wang Xinyu                | 1418  | 26    |                                                |
| 38                     | 24        | 14        | Magda Linette             | 1376  | 26    | Prag                                           |
| 39                     | 7         | 32        | Markéta Vondroušová       | 1363  | 14    |                                                |
| 40                     | 219       | 179       | Lulu Sun                  | 1300  | 20    |                                                |
| 41                     | 37        | 4         | Karolína Plíšková         | 1265  | 20    | Cluj-Napoca                                    |
| 42                     | 6         | 36        | Ons Jabeur                | 1226  | 16    |                                                |
| 43                     | 129       | 86        | Rebecca Šramková          | 1205  | 27    | Hua Hin 2                                      |
| 44                     | 75        | 31        | Elina Avanesjan           | 1182  | 23    |                                                |
| 45                     | 34        | 11        | Marie Bouzková            | 1178  | 27    |                                                |
| 46                     | 45        | 1         | Kateřina Siniaková        | 1177  | 27    |                                                |
| 47                     | 108       | 61        | Yuan Yue                  | 1162  | 31    | Austin                                         |
| 48                     | 53        | 5         | Peyton Stearns            | 1139  | 27    | Rabat                                          |
| 49                     | 96        | 47        | Viktorija Tomova          | 1133  | 30    |                                                |
| 50                     | 105       | 55        | Diane Parry               | 1112  | 29    |                                                |
| 51                     | 20        | 31        | Caroline Garcia           | 1099  | 17    |                                                |
| 52                     | 85        | 33        | Clara Tauson              | 1097  | 28    |                                                |
| 53                     | 116       | 63        | Olga Danilović            | 1055  | 18    | Guangzhou                                      |
| 54                     | 52        | 2         | Elisabetta Cocciaretto    | 1048  | 27    |                                                |
| 55                     | 152       | 97        | Jéssica Bouzas Maneiro    | 1046  | 28    |                                                |
| 56                     | 181       | 125       | Moyuka Uchijima           | 1040  | 30    |                                                |
| 57                     | 27        | 30        | Anhelina Kalinina         | 1030  | 25    |                                                |
| 58                     | 285       | 227       | Emma Raducanu             | 1025  | 14    |                                                |
| 59                     | –         | –         | Naomi Osaka               | 1014  | 17    |                                                |
| 60                     | 165       | 105       | Renata Zarazúa            | 995   | 34    |                                                |
| 61                     | 97        | 36        | Wang Yafan                | 994   | 27    |                                                |
| 62                     | 109       | 47        | Katie Volynets            | 991   | 25    |                                                |
| 63                     | 79        | 16        | Camila Osorio             | 989   | 23    | Bogotá                                         |
| 64                     | 95        | 31        | Kamilla Rakhimova         | 987   | 32    |                                                |
| 65                     | 81        | 16        | Ashlyn Krueger            | 969   | 25    |                                                |
| 66                     | 44        | 22        | Varvara Gracheva          | 949   | 27    |                                                |
| 67                     | 142       | 75        | Erika Andrejeva           | 947   | 29    |                                                |
| 68                     | 231       | 163       | McCartney Kessler         | 943   | 26    | Cleveland                                      |
| 69                     | 80        | 11        | Taylor Townsend           | 916   | 18    |                                                |
| 70                     | 26        | 44        | Sorana Cîrstea            | 914   | 17    |                                                |
| 71                     | 83        | 12        | Cristina Bucșa            | 912   | 28    |                                                |
| 72                     | 236       | 164       | Caroline Wozniacki        | 908   | 13    |                                                |
| 73                     | 98        | 25        | Jaqueline Cristian        | 902   | 28    |                                                |
| 74                     | 61        | 13        | Clara Burel               | 900   | 28    |                                                |
| 75                     | 68        | 7         | Bernarda Pera             | 896   | 24    |                                                |
| 76                     | 54        | 22        | Anna Blinkova             | 893   | 32    |                                                |
| 77                     | 19        | 58        | Veronika Kudermetova      | 888   | 27    |                                                |
| 78                     | 64        | 14        | Lucia Bronzetti           | 887   | 30    |                                                |
| 79                     | 48        | 31        | Sloane Stephens           | 882   | 25    | Rouen                                          |
| 80                     | 78        | 2         | Nadia Podoroska           | 879   | 30    |                                                |
| 81                     | 51        | 30        | Arantxa Rus               | 871   | 33    |                                                |
| 82                     | 42        | 40        | Caroline Dolehide         | 864   | 26    |                                                |
| 83                     | 76        | 7         | Irina-Camelia Begu        | 853   | 15    |                                                |
| 84                     | 86        | 2         | Laura Siegemund           | 851   | 21    |                                                |
| 85                     | 549       | 464       | Ajla Tomljanovic          | 850   | 19    |                                                |
| 86                     | 33        | 53        | Sofia Kenin               | 848   | 25    |                                                |
| 87                     | 218       | 131       | Suzan Lamens              | 842   | 30    | Osaka                                          |
| 88                     | 138       | 50        | Harriet Dart              | 838   | 28    |                                                |
| 89                     | 235       | 146       | Sonay Kartal              | 836   | 16    | Monastir                                       |
| 90                     | 132       | 42        | Olivia Gadecki            | 827   | 28    |                                                |
| 91                     | 159       | 68        | Zeynep Sönmez             | 818   | 27    | Mérida                                         |
| 92                     | 162       | 70        | Jule Niemeier             | 816   | 26    |                                                |
| 93                     | 131       | 38        | Hailey Baptiste           | 805   | 26    |                                                |
| 94                     | 114       | 20        | Anna Bondár               | 800   | 37    |                                                |
| 95                     | 153       | 58        | María Lourdes Carlé       | 799   | 32    |                                                |
| 96                     | 62        | 34        | Greet Minnen              | 791   | 29    |                                                |
| 97                     | 160       | 63        | Julija Starodubtseva      | 790   | 27    |                                                |
| 98                     | 123       | 25        | Nuria Párrizas Díaz       | 790   | 33    |                                                |
| 99                     | 174       | 75        | Ann Li                    | 787   | 28    |                                                |
| 100                    | 49        | 51        | Mayar Sherif              | 783   | 24    |                                                |
| Øvrige danske spillere |           |           |                           |       |       |                                                |
| 571                    | 917       | 346       | Rebecca Munk Mortensen    | 80    | 20    |                                                |
| 653                    | 410       | 243       | Johanne Svendsen          | 57    | 11    |                                                |
| 654                    | 520       | 134       | Olga Helmi                | 57    | 12    |                                                |
| 848                    | 1100      | 252       | Elena Jamshidi            | 30    | 10    |                                                |
| 1077                   | –         | –         | Laura Brunkel             | 14    | 2     |                                                |
| 1241                   | 1217      | 24        | Olivia Gram               | 8     | 4     |                                                |
| 1362                   | –         | –         | Hannah Viller Møller      | 4     | 3     |                                                |
| 1374                   | 1061      | 313       | Sarafina Hansen           | 4     | 4     |                                                |

### Double
| Placering       | Placering | Placering | Spiller                  | Point | Turn. | WTA-titler                                         |
| 2024            | 2023      | Ændring   | Spiller                  | Point | Turn. | WTA-titler                                         |
| --------------- | --------- | --------- | ------------------------ | ----- | ----- | -------------------------------------------------- |
| 1               | 10        | 9         | Kateřina Siniaková       | 9530  | 17    | Roland-Garros, Wimbledon, Dubai, Prag, Guangzhou   |
| 2               | 11        | 9         | Erin Routliffe           | 8165  | 24    | WTA Finals, Cincinnati, Nottingham                 |
| 3               | 8         | 5         | Gabriela Dabrowski       | 6805  | 17    | WTA Finals, Nottingham                             |
| 4               | 35        | 31        | Ljudmyla Kitjenok        | 6165  | 20    | US Open, Brisbane, Eastbourne                      |
| 5               | 7         | 2         | Taylor Townsend          | 6108  | 15    | Wimbledon, Adelaide, Washington                    |
| 6               | 36        | 30        | Jeļena Ostapenko         | 5948  | 15    | US Open, Brisbane, Eastbourne                      |
| 7               | 6         | 1         | Hsieh Su-Wei             | 5506  | 18    | Australian Open, Indian Wells, Birmingham          |
| 8               | 125       | 117       | Sara Errani              | 5456  | 22    | Rom, Beijing, Linz                                 |
| 9               | 2         | 7         | Elise Mertens            | 5430  | 17    | Australian Open, Indian Wells, Birmingham          |
| 10              | 97        | 87        | Jasmine Paolini          | 5235  | 17    | Rom, Beijing, Linz                                 |
| 11              | 16        | 5         | Desirae Krawczyk         | 4858  | 23    | Toronto                                            |
| 12              | 15        | 3         | Nicole Melichar-Martinez | 4670  | 26    | San Diego, Bad Homburg, Seoul                      |
| 13              | 17        | 4         | Ellen Perez              | 4560  | 27    | San Diego, Bad Homburg                             |
| 14              | 40        | 26        | Caroline Dolehide        | 4483  | 19    | Toronto                                            |
| 15              | 50        | 35        | Asia Muhammad            | 4348  | 24    | Cincinnati, Washington, Cluj-Napoca                |
| 16              | 21        | 5         | Chan Hao-Ching           | 4250  | 26    | Stuttgart, Hobart                                  |
| 17              | 29        | 12        | Veronika Kudermetova     | 4120  | 19    | Stuttgart                                          |
| 18              | 65        | 47        | Irina Khromatjeva        | 3881  | 30    | Wuhan, Guadalajara, Rouen, Rabat, Iași, Huan Hin 2 |
| 19              | 66        | 47        | Cristina Bucșa           | 3758  | 27    | Madrid, Strasbourg, Bogotá, Cleveland              |
| 20              | 51        | 31        | Bethanie Mattek-Sands    | 3726  | 23    | Miami, Abu Dhabi                                   |
| 21              | 5         | 16        | Laura Siegemund          | 3680  | 15    | Osaka                                              |
| 22              | 56        | 34        | Anna Danilina            | 3651  | 34    | Wuhan, Guadalajara, Auckland, Iași, Hua Hin 2      |
| 23              | 434       | 411       | Sofia Kenin              | 3565  | 18    | Miami, Abu Dhabi                                   |
| 24              | 19        | 5         | Demi Schuurs             | 3526  | 21    | Doha, Ningbo                                       |
| 25              | 3         | 22        | Coco Gauff               | 3521  | 7     | Roland-Garros                                      |
| 26              | 70        | 44        | Kristina Mladenovic      | 3164  | 15    |                                                    |
| 27              | 34        | 7         | Zhang Shuai              | 3142  | 28    | Guangzhou                                          |
| 28              | 18        | 10        | Luisa Stefani            | 3025  | 17    | Doha                                               |
| 29              | 13        | 16        | Barbora Krejčíková       | 2727  | 11    | Prag                                               |
| 30              | 61        | 31        | Aleksandra Panova        | 2669  | 32    | Palermo                                            |
| 31              | 1         | 30        | Storm Hunter             | 2635  | 5     | Dubai                                              |
| 32              | 20        | 12        | Leylah Fernandez         | 2486  | 13    |                                                    |
| 33              | 41        | 8         | Monica Niculescu         | 2381  | 24    | Strasbourg, Monterrey                              |
| 34              | 25        | 9         | Giuliana Olmos           | 2346  | 29    | Hobart                                             |
| 35              | 73        | 38        | Guo Hanyu                | 2346  | 27    | Monterrey, Jiujiang                                |
| 36              | 26        | 10        | Aldila Sutjiadi          | 2340  | 29    | Hua Hin 1                                          |
| 37              | 27        | 10        | Miyu Kato                | 2213  | 30    | Hua Hin 1                                          |
| 38              | 38        | 0         | Ulrikke Eikeri           | 2209  | 28    | Hongkong                                           |
| 39              | 107       | 68        | Olivia Nicholls          | 2172  | 30    | Austin                                             |
| 40              | 53        | 13        | Nadija Kitjenok          | 2150  | 26    |                                                    |
| 41              | 14        | 27        | Ena Shibahara            | 2081  | 15    | Osaka                                              |
| 42              | 54        | 12        | Tereza Mihalíková        | 2080  | 31    |                                                    |
| 43              | 55        | 12        | Xu Yifan                 | 2031  | 29    | Cleveland                                          |
| 44              | 80        | 36        | Jiang Xinyu              | 2017  | 27    |                                                    |
| 45              | 48        | 3         | Eri Hozumi               | 1965  | 35    | Tokyo                                              |
| 46              | 33        | 13        | Sara Sorribes Tormo      | 1935  | 10    | Madrid                                             |
| 47              | 12        | 35        | Shuko Aoyama             | 1897  | 30    | Tokyo                                              |
| 48              | 3         | 45        | Jessica Pegula           | 1857  | 9     |                                                    |
| 49              | 23        | 26        | Marie Bouzková           | 1837  | 17    |                                                    |
| 50              | 206       | 156       | Diana Sjnajder           | 1788  | 16    |                                                    |
| 51              | 58        | 7         | Wu Fang-Hsien            | 1751  | 37    |                                                    |
| 52              | 60        | 8         | Jana Sizikova            | 1745  | 30    | Rabat, Palermo                                     |
| 53              | 49        | 4         | Makoto Ninomiya          | 1726  | 35    | Hongkong                                           |
| 54              | 22        | 32        | Wang Xinyu               | 1677  | 17    | Berlin                                             |
| 55              | 63        | 8         | Tímea Babos              | 1663  | 23    | Rouen                                              |
| 56              | 24        | 32        | Beatriz Haddad Maia      | 1646  | 11    | Adelaide                                           |
| 57              | 88        | 31        | Heather Watson           | 1492  | 17    |                                                    |
| 58              | 45        | 13        | Ljudmila Samsonova       | 1485  | 13    | Seoul                                              |
| 59              | 104       | 45        | Jekaterina Aleksandrova  | 1448  | 15    |                                                    |
| 60              | 28        | 32        | Marta Kostjuk            | 1401  | 6     |                                                    |
| 61              | 156       | 95        | Harriet Dart             | 1399  | 17    |                                                    |
| 62              | 37        | 25        | Elena-Gabriela Ruse      | 1379  | 9     |                                                    |
| 63              | 67        | 4         | Katarzyna Piter          | 1364  | 27    | Budapest                                           |
| 64              | 629       | 565       | Sloane Stephens          | 1361  | 15    | Charleston                                         |
| 65              | 198       | 133       | Linda Nosková            | 1350  | 13    |                                                    |
| 66              | 43        | 23        | Oksana Kalasjnikova      | 1343  | 32    |                                                    |
| 67              | 873       | 806       | Aleksandra Krunić        | 1339  | 18    |                                                    |
| 68              | 39        | 29        | Ingrid Neel              | 1329  | 14    | 's-Hertogenbosch                                   |
| 69              | 414       | 345       | Mirra Andrejeva          | 1329  | 10    |                                                    |
| 70              | –         | –         | Zheng Saisai             | 1312  | 11    | Berlin                                             |
| 71              | 176       | 105       | Ashlyn Krueger           | 1307  | 14    | Charleston                                         |
| 72              | 148       | 76        | Fanny Stollár            | 1298  | 19    | Budapest                                           |
| 73              | 231       | 158       | Yuan Yue                 | 1297  | 15    | Ningbo                                             |
| 74              | 87        | 13        | Angelica Moratelli       | 1243  | 36    |                                                    |
| 75              | 42        | 33        | Magda Linette            | 1235  | 15    |                                                    |
| 76              | 90        | 14        | Caroline Garcia          | 1230  | 6     |                                                    |
| 77              | 74        | 3         | Maia Lumsden             | 1145  | 33    |                                                    |
| 78              | 9         | 69        | Vera Zvonarjova          | 1132  | 11    |                                                    |
| 79              | 89        | 10        | Anna Sisková             | 1108  | 31    |                                                    |
| 80              | 31        | 49        | Alycia Parks             | 1102  | 18    |                                                    |
| 81              | 160       | 79        | Tang Qianhui             | 1080  | 30    |                                                    |
| 82              | 133       | 51        | Anastasija Potapova      | 1068  | 14    |                                                    |
| 83              | 112       | 29        | Kamilla Rakhimova        | 1059  | 12    | Bogotá                                             |
| 84              | 550       | 466       | Wang Yafan               | 1044  | 13    |                                                    |
| 85              | 47        | 38        | Ingrid Martins           | 983   | 30    | Mérida                                             |
| 86              | 103       | 17        | Quinn Gleason            | 975   | 26    | Mérida                                             |
| 87              | 52        | 35        | Anna Bondár              | 971   | 17    |                                                    |
| 88              | 337       | 249       | Yvonne Cavallé-Reimers   | 954   | 28    |                                                    |
| 89              | 64        | 25        | Kimberley Zimmermann     | 952   | 31    |                                                    |
| 90              | 226       | 136       | Wang Xiyu                | 932   | 15    |                                                    |
| 91              | 79        | 12        | Sabrina Santamaria       | 921   | 30    |                                                    |
| 92              | 57        | 35        | Miriam Škoch             | 919   | 31    |                                                    |
| 93              | 118       | 25        | Katarzyna Kawa           | 893   | 16    |                                                    |
| 94              | 135       | 41        | Emily Appleton           | 888   | 31    |                                                    |
| 95              | 542       | 447       | Samantha Murray Sharan   | 853   | 31    |                                                    |
| 96              | 95        | 1         | Elixane Lechemia         | 834   | 31    |                                                    |
| 97              | 85        | 12        | Camilla Rosatello        | 819   | 30    |                                                    |
| 98              | 501       | 403       | Emma Navarro             | 800   | 3     |                                                    |
| 99              | 83        | 16        | Diane Parry              | 786   | 10    |                                                    |
| 100             | 68        | 32        | Iryna Sjymanovitj        | 781   | 15    |                                                    |
| Danske spillere |           |           |                          |       |       |                                                    |
| 795             | 1001      | 206       | Rebecca Munk Mortensen   | 59    | 6     |                                                    |
| 1027            | –         | –         | Clara Tauson             | 32    | 5     |                                                    |
| 1056            | 516       | 540       | Johanne Svendsen         | 30    | 3     |                                                    |
| 1428            | –         | –         | Sarafina Hansen          | 13    | 4     |                                                    |
| 1431            | 1545      | 114       | Elena Jamshidi           | 13    | 4     |                                                    |
| 1509            | 1428      | 81        | Olivia Gram              | 10    | 3     |                                                    |

## Priser
WTA Awards 2024 blev uddelt til følgende modtagere.
| Pris                                  | Vinder                                 | Ref.  |
| ------------------------------------- | -------------------------------------- | ----- |
| WTA Nr. 1                             | Aryna Sabalenka                        | [ 4 ] |
| WTA Double Nr. 1                      | Kateřina Siniaková                     | [ 4 ] |
| Årets spiller                         | Aryna Sabalenka                        | [ 5 ] |
| Årets doublepar                       | Sara Errani Jasmine Paolini            | [ 5 ] |
| Årets mest forbedrede spiller         | Emma Navarro                           | [ 5 ] |
| Årets "newcomer"                      | Lulu Sun                               | [ 5 ] |
| Årets comeback-spiller                | Paula Badosa                           | [ 5 ] |
| Karen Krantzcke Sportsmanship Award   | Ons Jabeur                             | [ 6 ] |
| Peachy Kellmeyer Player Service Award | Ons Jabeur                             | [ 6 ] |
| Jerry Diamond ACES Award              | Aryna Sabalenka                        | [ 6 ] |
| Årets træner                          | Renzo Furlan (Jasmine Paolinis træner) | [ 6 ] |
| Årets WTA 1000-turnering              |                                        |       |
| Årets WTA 500-turnering               |                                        |       |
| Årets WTA 250-turnering               |                                        |       |
| Årets slag                            |                                        |       |